# Ацидофилы
Ацидофилы (от лат. acidus — кислый + др.-греч. φιλέω — люблю) — тип экстремофилов, организмы, обитающие в условиях низкой кислотности. (В этом отличие от нейтрофилов и алкалофилов .) Некоторые жгутиковые и коловратки могут развиваться в массовых количествах в сфагновых болотах при рН воды до 3,8 и при этом не встречаются в нейтральных и щелочных водоёмах. Типичными ацидофилами являются десмидиевые водоросли, обитающие преимущественно в болотах.
Ацидофилию следует отличать от ацидотолерантности . Организмы, способные жить в среде с низкими значениями pH, даже если они этого не предпочитают, называются ацидотолерантными. Поэтому оптимум pH для их роста выше.
Противоположностью ацидофилии является ацидофобия .

## Ацидофильные организмы
Некоторые одноклеточные эукариоты могут жить при уровне pH ниже 1, это касается некоторых грибов, таких как Acontium cylatium , Cephalosporium sp. и Trichosporon cerebriae . Красные водоросли Cyanidium Caldarium живут при pH ниже 1.
Виды архей являются наиболее крайними ацидофилами. Для сульфобусов оптимальное значение pH близко к 2. Виды «Thermoplasma» или «Picrophilus» выживают в водах с pH, близким к нулю. Picrophilus oshimae и Pirophilus torridus были выделены в сольфатаре, характеризующейся чрезвычайно кислым рН. Оптимальный pH среды для этих бактерий составляет 0,7. Ferroplasma acidarmanus может расти при нулевом pH. Цианобактерии, (называемые «сине-зелеными водорослями»), могут колонизировать гиперкислотную среду (рН 0), например, кислые озера вулканов . Большинство ацидофильных микроорганизмов живут в средах, содержащих серу или ее соединения, таких как геотермальные среды, горячие источники, содержащие серу. Он также содержится в уксусе, лимонном соке или желудочных жидкостях .
- Мох сфагнум поддерживает кислотность окружающей среды, перекачивая в нее ионы щелочи.
- Рыбы не выживают при pH ниже 5.
- Высшие растения и насекомые не переносят значения рН ниже 2-3,78.

Самый экстремальный известный ацидофил — этогетеротрофный археон Picrophilus, который имеет оптимум роста pH ~0,7. Известны два вида Picrophilus, P. oshimae и P. torridus. 
К другим экстремальным ацидофилам относятся:
- Ferroplasma acidarmanus : архея, способная выживать при pH до 0. Она связана с кислотными шахтными стоками со старых участков добычи в Айрон-Маунтин, Калифорния.
- Cyanidium caldarium : красная водоросль, которая может жить при pH ниже 1 и является самой устойчивой к теплу и кислоте водорослью из известных. Растет в Йеллоустонском национальном парке.
- Dunaliella acidophila : зеленая водоросль, способная жить при pH ниже 1.

Acontium cylatium, Cephalosporium sp. и Trichosporon cerebriae : грибки, растущие при pH около 0. 
| Вещество                                     | pH        | Цвет индикатора |
| -------------------------------------------- | --------- | --------------- |
| Геотермальная вода у вулкана Даллол          | ≈0        |                 |
| Электролит в свинцовых аккумуляторах         | <1,0      |                 |
| Желудочный сок                               | 1,0–2,0   |                 |
| Лимонный сок (5%-й раствор лимонной кислоты) | 2,0±0,3   |                 |
| Пищевой уксус                                | 2,4       |                 |
| Яблочный сок                                 | 3,0       |                 |
| Кока-кола                                    | 3,0±0,3   |                 |
| Кофе                                         | 5,0       |                 |
| Чай, шампунь, кожа здорового человека        | 5,5       |                 |
| Кислотный дождь, моча                        | <5,6      |                 |
| Питьевая вода                                | 6,5–8,5   |                 |
| Молоко                                       | 6,6–6,93  |                 |
| Слюна                                        | 6,8–7,4   |                 |
| Чистая вода при 25 °C                        | 7,0       |                 |
| Кровь                                        | 7,36–7,44 |                 |
| Морская вода                                 | 8,0       |                 |
| Мыло (жировое) для рук                       | 9,0–10,0  |                 |
| Нашатырный спирт                             | 11,5      |                 |
| Отбеливатель (хлорная известь)               | 12,5      |                 |
| Концентрированные растворы щелочей           | >13       |                 |

## Адаптивные механизмы
Большинство ацидофильных организмов выработали чрезвычайно эффективные механизмы для откачки протонов из внутриклеточного пространства , чтобы поддерживать цитоплазму на уровне или близком к нейтральному pH. Поэтому внутриклеточным белкам не нужно развивать кислотную устойчивость в ходе эволюции. Однако другие ацидофилы, такие как Acetobacter aceti , имеют подкисленную цитоплазму, которая заставляет почти все белки в геноме развивать кислотную устойчивость. [ 8 ] По этой причине Acetobacter aceti стал ценным ресурсом для понимания механизмов, с помощью которых белки могут достигать кислотной устойчивости.
Исследования белков, адаптированных к низкому pH, выявили несколько общих механизмов, с помощью которых белки могут достигать кислотной стабильности. В большинстве кислотоустойчивых белков (таких как пепсин и белок soxF из Sulfolobus acidocaldarius ) наблюдается избыточное количество кислотных остатков, что минимизирует дестабилизацию при низком pH, вызванную накоплением положительного заряда. Другие механизмы включают минимизацию доступности растворителя для кислотных остатков или связывание металлических кофакторов. В особом случае кислотной стабильности было показано, что белок NAPase из Nocardiopsis alba переместил кислоточувствительные солевые мостики из областей, которые играют важную роль в процессе развертывания. В этом случае кинетической кислотной стабильности долговечность белка достигается в широком диапазоне pH, как кислых, так и основных.
Исследования показали, как структурные белки ацидофильных микроорганизмов адаптировались к этим экстремальным условиям, интегрируя кислотные остатки в свою конформацию, сводя таким образом к минимуму эффект низкого pH.

## Бактерии
К ацидофильным бактериям относятся уксуснокислые и молочнокислые бактерии.
Archaea
- Sulfolobales
- Thermoplasmatales
- Acidianus brierleyi, Acidianus infernus — термоацидофилы, факультативные анаэробы
- Metallosphaera sedula — термоацидофилы

Bacteria
- Acidobacterium
- Acidithiobacillales
- Thiobacillus prosperus, Thiobacillus acidophilus, Thiobacillus organovorus, Thiobacillus cuprinus
- Acetobacter aceti

## Ацидофильные растения
Ацидофильные растения или ацидофиты — растения, произрастающие на кислых почвах. Растения, обитающие на наиболее кислых субстратах (рН 3,5—4,5), являются представителями флоры сфагновых болот: клюква, багульник, сфагновые мхи. На сильно кислых почвах могут расти вереск, белоус, щучка извилистая, щавелек малый. На среднекислых и слабокислых почвах (рН 4,5—6,5) произрастают полевица собачья, щучка дернистая, погремок большой.

## Техническое значение
В биотехнологии ацидофильные микроорганизмы , такие как Б. Молочнокислые и уксуснокислые бактерии используются для производства органических кислот и пищевых продуктов, а также для консервирования продуктов питания и кормов и для извлечения металлов из руд путем выщелачивания .

## литература
- Лексикон биологии. 1-й том, Spektrum Akademischer Verlag, Гейдельберг, 2004. ISBN 3-8274-0326-X
- Таунсенд, Чехия; Харпер, Дж.Л. и Бегон, М.Э.: Экология. Springer-Verlag, Берлин, Гейдельберг, 2003. ISBN 3-540-00674-5.